# Włodzimierz Smolarek
Włodzimierz Wojciech Smolarek (ur. 16 lipca 1957 w Aleksandrowie Łódzkim, zm. 7 marca 2012 tamże) – polski piłkarz występujący na pozycji pomocnika lub napastnika, trener i działacz piłkarski. 
W latach 1980–1992 reprezentant Polski. Członek Klubu Wybitnego Reprezentanta. Srebrny medalista (za zajęcie 3. miejsca) Mistrzostw Świata 1982, uczestnik Mistrzostw Świata 1986. Dwukrotny klubowy mistrz Polski (1981, 1982) oraz zdobywca Pucharu Polski (1985) z Widzewem Łódź, zdobywca Pucharu Niemiec z Eintrachtem Frankfurt w 1988. 

## Życiorys
Urodził się 16 lipca 1957 w Aleksandrowie Łódzkim. Był synem Jadwigi i Ryszarda Smolarków. Z wykształcenia był czeladnikiem cukierniczym. Absolwent szkoły średniej. 

## Kariera klubowa
Wychowanek klubu Włókniarz Aleksandrów Łódzki. W sezonie 1969/1970 awansował do IV ligi z Włókniarzem. 1973 przeszedł z Aleksandrowa do Widzewa Łódź. W 1977 z polecenia Władysława Stachurskiego został  piłkarzem Legii Warszawa. W sezonie 1977/1978 był podstawowym zawodnikiem Legii. Pierwszą bramkę w Ekstraklasie strzelił w meczu przeciwko drużynie ŁKS-u. W kolejnym meczu przeciwko Zagłębiu Sosnowiec strzelił gola i na polecenie Kazimierza Deyny przetrzymał piłkę w narożniku boiska. W meczu przeciwko Lechowi Poznań strzelił bramkę na 3:1 ustalając wynik spotkania. W tym sezonie zagrał 3 meczach ligowych a następnie w rezerwach Legii Warszawa.  Po sezonie podpisał papiery na zawodowego żołnierza i przedłużył pobyt w Legii Warszawa. W 1978 został drugim najbardziej utalentowanym piłkarzem według tygodnika Piłka Nożna przegrywając z Michałem Wróblem z Wisły Kraków. W 1979 ponownie został piłkarzem Widzewa Łódź, gdzie święcił największe sukcesy. W I lidze w barwach Widzewa rozegrał (1979–1986) 181 meczów, strzelając 61 bramek. Dwukrotny mistrz Polski (1981, 1982), zdobywca pucharu Polski (1985).  
W 1983 roku wyprzedził Zbigniewa Bońka w liczbie strzelonych bramek dla Widzewa, a potem z bilansem 61 goli w ekstraklasie był liderem aż do maja 1996, gdy wyprzedził go Marek Koniarek.

### Ligi zagraniczne
W 1986 po mistrzostwach świata w Meksyku został zawodnikiem Eintrachtu Frankfurt. W pierwszym meczu przeciwko Fortunie Düsseldorf strzelił 2 gole. W Eintrachcie grał w latach 1986–1988, zdobywając puchar Niemiec w 1988. Potem  występował w holenderskich klubach: Feyenoordzie Rotterdam (1988–1990, bilans meczów i bramek 46–13) oraz FC Utrecht (1990–1996, bilans meczów i bramek 165–33).

## Reprezentacja
W reprezentacji Polski rozegrał 60 meczów (będąc równocześnie zawodnikiem Widzewa – 52 razy, Eintrachtu 5 razy, Feyenoordu 2 razy i raz Utrechtu). W reprezentacji strzelił 13 bramek, dziewięciokrotnie wystąpił jako jej kapitan. Był uczestnikiem mistrzostw świata w 1982 (3. miejsce) i 1986 (1/8 finału).  
Na mistrzostwach świata 1982 w Hiszpanii wystąpił w 6 meczach, strzelając jedną bramkę w meczu grupowym z Peru (wygranym przez Polskę 5:1). W meczu z ZSRR słynne stało się przetrzymywanie przez niego piłki w narożniku boiska mające na celu dotrwanie do końca meczu z korzystnym dla Polski rezultatem 0:0, dającym awans do półfinału. W meczu o 3. miejsce nie wystąpił z powodu żółtych kartek. 
4 lata później na mundialu w Meksyku był zdobywcą jedynej bramki dla Polski (dającej awans z grupy) - w meczu przeciwko reprezentacji Portugalii.
Włodzimierz Smolarek jest uważany za jednego z najlepszych w historii zawodników Widzewa, jak również całej polskiej piłki nożnej. Ceniony przez wszystkie pokolenia kibiców za światową klasę, ale również za niezwykłą zadziorność, waleczność, bojowość i ambicję.

## Kariera trenerska
Osiadł na stałe w Holandii, gdzie zajął się pracą trenerską, prowadził drużyny juniorskie w Feyenoordzie. Miał dwóch synów, Mariusza i Euzebiusza, który również był piłkarzem, a obecnie jest szkoleniowcem młodzieży w Feyenoordzie (był m.in. zawodnikiem klubów Eintrachtu Frankfurt, Feyenoordu, Borussii Dortmund, Racingu Santander, Boltonu Wanderers, AO Kavala, Polonii Warszawa oraz reprezentacji Polski).

## Pozostała działalność
Włodzimierz Smolarek bez powodzenia startował w wyborach do Parlamentu Europejskiego w 2009 z listy Porozumienia dla Przyszłości w okręgu łódzkim; uzyskał 2871 głosów i nie objął mandatu (koalicja nie osiągnęła progu wyborczego).
W ostatnich latach swojego życia pracował jako skaut w Polskim Związku Piłki Nożnej.

## Życie prywatne
Miał dwóch synów Mariusza i Euzebiusza, który również został piłkarzem.
Zmarł we śnie w swoim domu w Aleksandrowie Łódzkim. 10 marca 2012 został pochowany w rodzinnym grobowcu na cmentarzu parafialnym w Aleksandrowie Łódzkim.

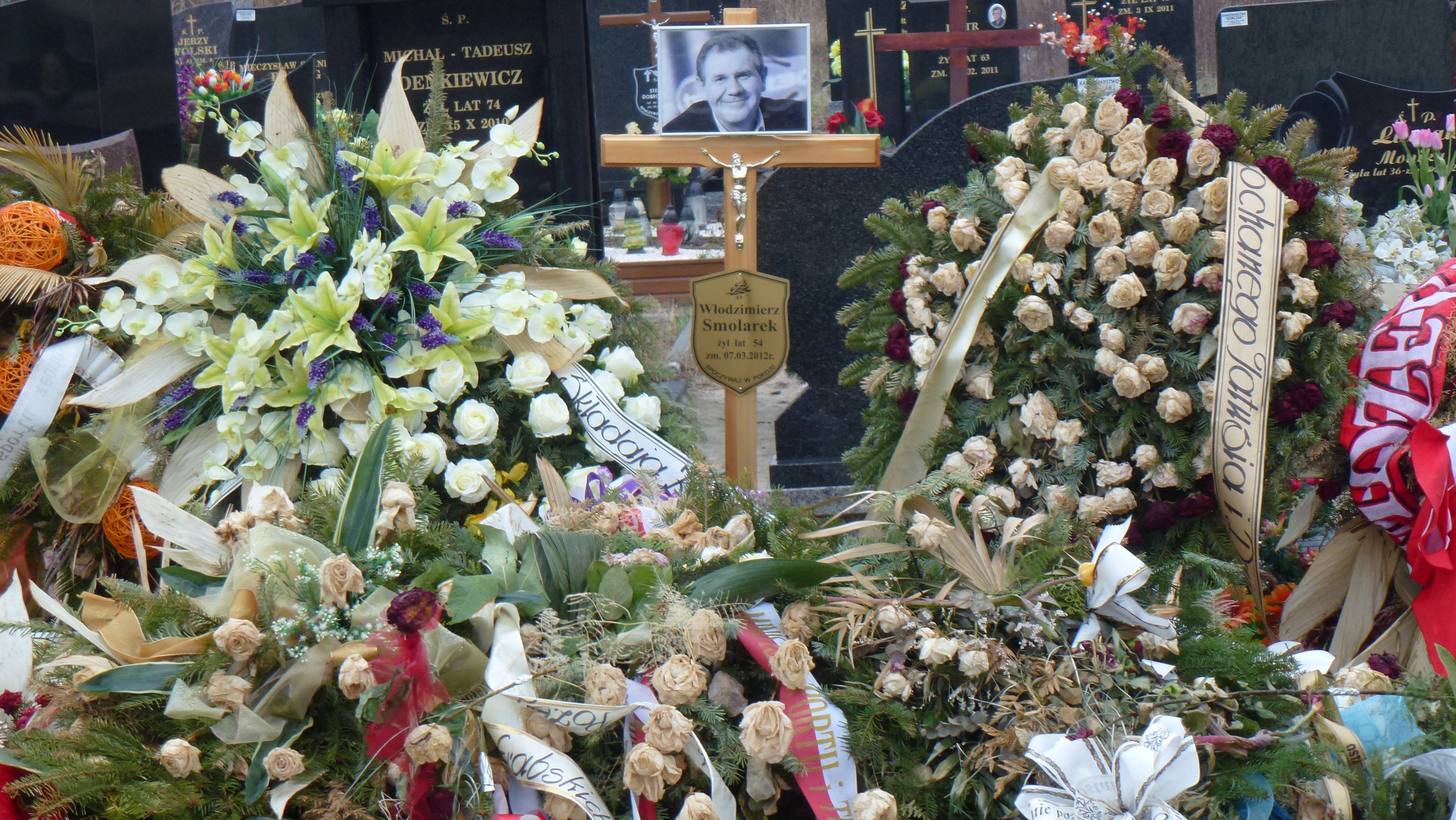
Zdjęcie z pogrzebu Smolarka w Aleksandrowie Łódzkim

## Upamiętnienie
Widzew Łódź uhonorował swoją legendę, jaką był Włodzimierz Smolarek – zastrzegając dla niego numer 11. Oznacza to, że już żaden inny piłkarz w historii klubu nie założy koszulki z tym numerem. Po śmierci Smolarka, jego pamięć minutą ciszy uczciły jego byłe kluby. Widzew Łódź przed meczem z GKS-em Bełchatów uczcił jego pamięć minutą ciszy a na stadionie odegrana została pieśń żałobna. Także dwa byłe kluby Smolarka- Feyenoord i FC Utrecht przed wspólnym meczem uczciły pamięć swojego byłego piłkarza minutą ciszy a zawodnicy wybiegli na ten mecz z czarnymi opaskami.
23 lutego 2017 r. Rada Miejska w Łodzi, podjęła uchwałę, o nadaniu nowo powstałej ulicy obok stadionu Widzewa, imienia Włodzimierza Smolarka. 14 czerwca 2017, ulica została oficjalnie otwarta. W uroczystościach uczestniczyli m.in. żona i syn piłkarza- Euzebiusz.
W 10 rocznicę śmierci, 15 listopada 2022 roku przy ulicy św. Kazimierza 11 w Łodzi został odsłonięty mural z wizerunkiem Włodzimierza Smolarka w ramach inicjatywy STS – „Pamiętajmy o sportowcach”.
1 grudnia 2022 r. Rada Miejska Tomaszowa Mazowieckiego - miasta, w którym funkcjonuje bardzo liczna społeczność kibiców Widzewa Łódź  - podjęła uchwałę w sprawie nazwania imieniem Włodzimierza Smolarka ronda drogowego u zbiegu ulic: Zielonej i Legionów. 

## Kariera reprezentacyjna
Mecze dla reprezentacji Polski, w których Włodzimierz Smolarek strzelił gole.
| Lp. | Data                 | Miejsce   | Spotkanie           | Rezultat | Rozgrywki | Uwagi   |
| --- | -------------------- | --------- | ------------------- | -------- | --------- | ------- |
| 1.  | 7 grudnia 1980       | Gżira     | Malta – Polska      | 0-2      | el. MŚ'82 | 55'     |
| 2.  | 10 października 1981 | Lipsk     | NRD – Polska        | 2-3      | el. MŚ'82 | 5' 62'  |
| 3.  | 15 listopada 1981    | Wrocław   | Polska – Malta      | 6-0      | el. MŚ'82 | 47' 64' |
| 4.  | 22 czerwca 1982      | La Coruña | Polska – Peru       | 5-1      | MŚ'82     | 55'     |
| 5.  | 8 września 1982      | Kuopio    | Finlandia – Polska  | 2-3      | el. ME'84 | Gol     |
| 6.  | 17 kwietnia 1983     | Warszawa  | Polska – Finlandia  | 1-1      | el. ME'84 | Gol     |
| 7.  | 17 października 1984 | Zabrze    | Polska – Grecja     | 3-1      | el. MŚ'86 | Gol     |
| 8.  | 31 października 1984 | Mielec    | Polska – Albania    | 2-2      | el. MŚ'86 | Gol     |
| 9.  | 19 maja 1985         | Ateny     | Grecja – Polska     | 1-4      | el. MŚ'86 | Gol     |
| 10. | 7 czerwca 1986       | Monterrey | Polska – Portugalia | 1-0      | MŚ'86     | 68'     |
| 11. | 17 maja 1987         | Budapeszt | Węgry – Polska      | 5-3      | el. ME'88 | Gol     |

## Odznaczenia
- Krzyż Kawalerski Orderu Odrodzenia Polski – 2012, pośmiertnie[25]